# Rudolf Vrba
Rudolf Vrba, egentligen Walter Rosenberg, född den 11 september 1924 i Topoľčany, död den 27 mars 2006 i Vancouver, var en slovakisk kemiingenjör och professor i farmakologi vid universitetet i Vancouver. 
Han är mest känd för sin flykt från koncentrations- och förintelselägret Auschwitz-Birkenau och för att i april 1944 ha författat Vrba-Wetzlerrapporten som beskrev förhållandena i Auschwitz.

## Biografi
Vrba var fånge nummer 44070. Han rymde från Auschwitz-Birkenau den 10 april 1944 i sällskap med fånge nummer 29 162 Alfred Wetzler för att varna judarna i Slovakien och Ungern för de kommande transporterna till koncentrationslägren. 
De två männen flydde till Žilina i Slovakien där Rosenberg under sin då påhittade pseudonym Rudolf Vrba tillsammans med Wetzler skapade den så kallade Vrba-Wetzlerrapporten som för första gången utanför Tyskland offentliggjorde att Auschwitz var ett förintelseläger med gaskamrar och krematorier där judar avrättades systematiskt i tusental per dag. Den 35-sidiga rapporten nådde de allierade i juni och den 15 juni 1944 (enligt vissa källor 18 juni 1944) offentliggjorde BBC detaljer ur rapporten i en radiosändning.

## Vidare lyssning
- The Rest Is History - The Man Who Escaped Auschwitz - 2023-01-09